# Шумозахисний екран

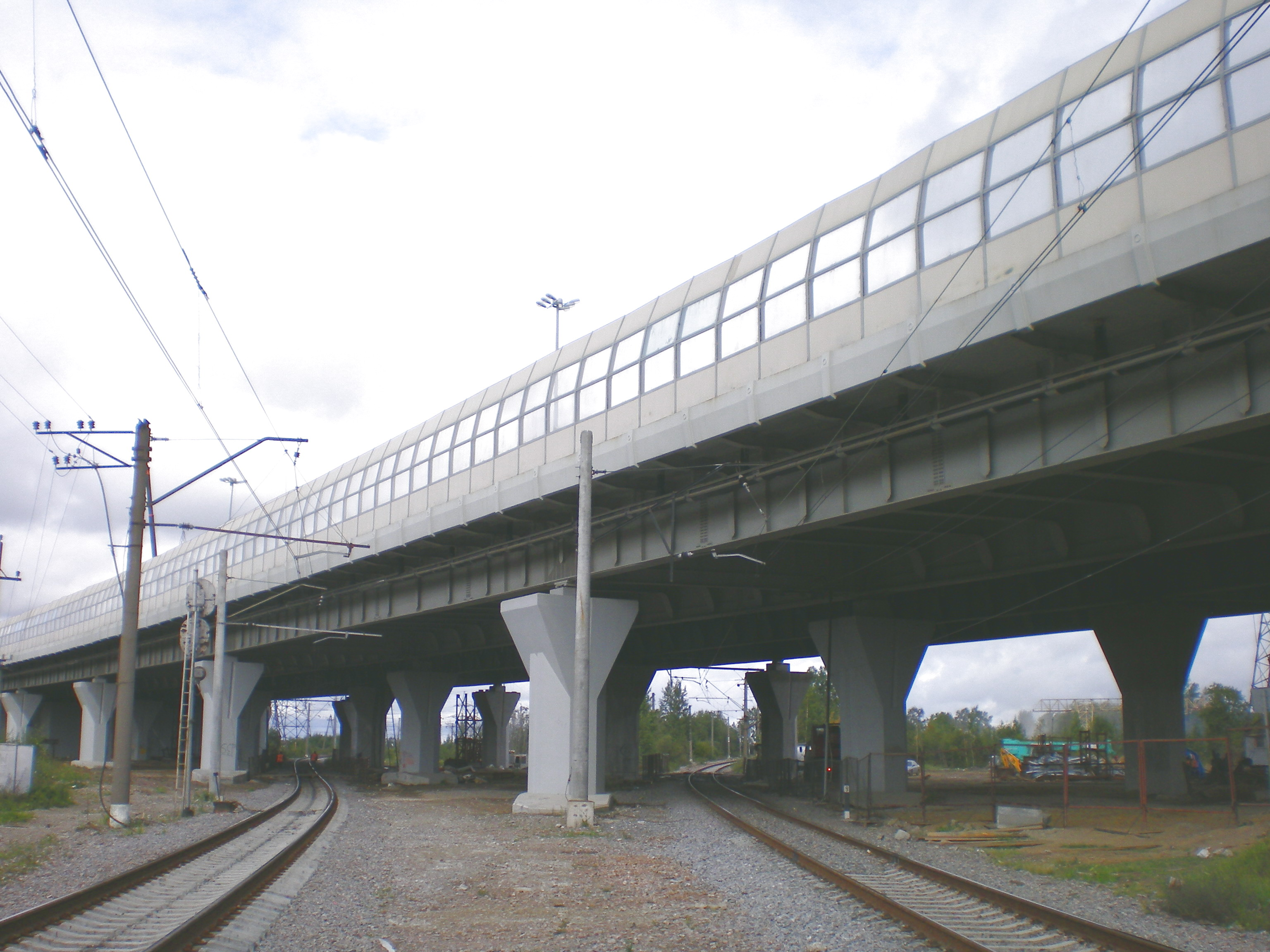
Шумозахисні екрани

Шумозахисний екран — конструкція, що зводиться вздовж великих проспектів, автомагістралей, залізничних шляхів для зменшення шуму, створюваного транспортом. 
Розташовується, як правило, на високошвидкісних магістралях, які проходять повз житлові райони. Установка екрану може значно підвищити ціну нерухомості і землі в цьому районі, а також зменшує шумове забруднення на 8-24 децибел.

## Функції
Шумозахисні екрани, що ясно з їх назви, захищають від шуму прилеглі житлові будівлі, а також місця скупчення людей (зупинки громадського транспорту, парки). 
Установка таких конструкцій економічно обґрунтована в густонаселених районах, де трасування дороги на відстані від житлових і офісних будівель неможливе.
Крім цієї функції, екрани по-різному захищають від дорожнього пилу і бруду, від засліплення фарами (у випадку з (напів-)непрозорими екранами). При ДТП захищає перехожих від уламків. Тому, навіть при близькому проходженні від жвавої траси — є можливість створити тихий житловий район,  ефективніше витрачати міську землю.
Також шумозахисні екрани можуть обмежити видимість приватної власності або неестетичні пейзажі (звалища, промзони, залізничні колії і депо, неблагополучні райони).
Крім основного призначення (захист навколишньої території від впливу шуму) є й додаткові функції. Наприклад в Німеччині шумозахисним екранам надають властивості поглинання шкідливих речовин, а також встановлюють фотоелектричні панелі, що виробляють електрику за рахунок сонячного світла.

## Види
Екрани діляться на кілька видів:
- за типом захисту від шуму:
  - звукопоглинальні;
  - звуковідбивальні;
  - комбіновані;
- по світлопроникності:
  - прозорі;
  - тоновані;
  - непрозорі;
  - з прозорими вставками.

## Конструкція

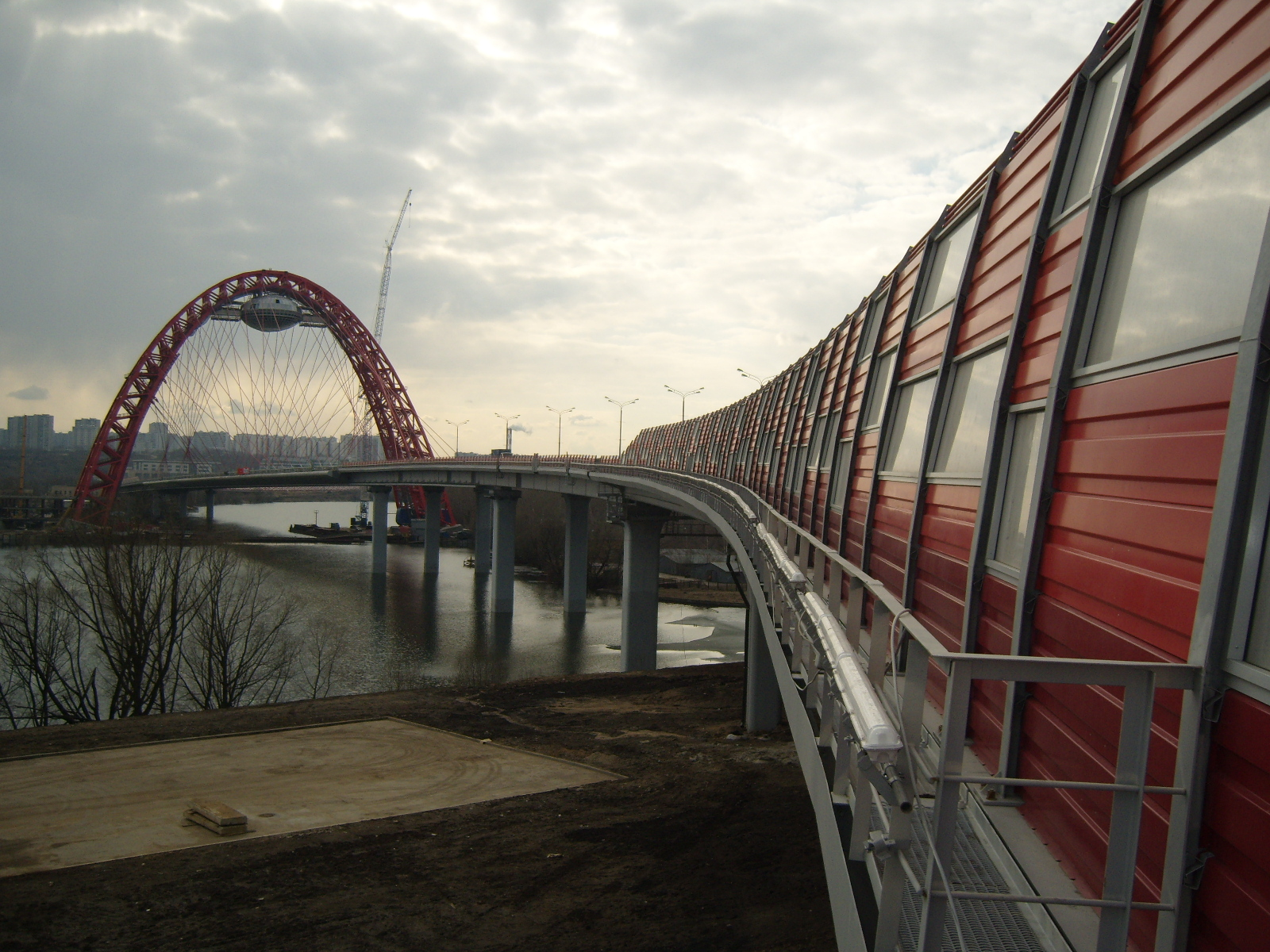
Шумозахисні екрани з прозорими вставками

Залежно від типу екрану використовувані матеріали можуть сильно відрізнятися. Для прозорих і тонованих екранів використовується в основному оргскло. Для звукопоглинальних екранів використовується багатошарове скло або перфорований металевий лист з звукопоглинальною задньою стінкою. Таким чином, кінетична енергія звуку гаситься між двома шарами матеріалу.
Прозорі бар'єри дозволяють не порушувати вигляд міста, а також підвищити безпеку руху за рахунок більшого кута огляду, кращої освітленості траси; водії та пішоходи можуть візуально спостерігати відомі їм міські орієнтири. Комбіновані екрани з прозорими вставками зменшують втому, так як однотонність траси негативно позначається на реакції водіїв, більш того, водій може заснути за кермом або не відчувати реальної швидкості руху.
Бар'єри зазвичай виконані у вигляді панелей з несучими балками зліва і справа, є можливість виконання прорізів для проїзду автотранспорту або проходу пішоходів. Зазвичай вгорі панелі загнуті в бік джерела шуму або нахилені в сторону джерела. Таким чином, зменшується кут під яким шум виходить в навколишнє середовище.

## Недоліки
- Створює відчуття обмеженості простору
- Зменшення освітленості і обмеження огляду, спотворення кольору і зображення.
- Обмежує крокову доступність цієї ділянки траси (в разі необхідності негайної допомоги або якщо потрібно негайно покинути ділянку траси), ділить місцевість на 2 ділянки (особливо актуально для залізничних колій).
- Дорожнеча матеріалів